# Incidente del Altmark

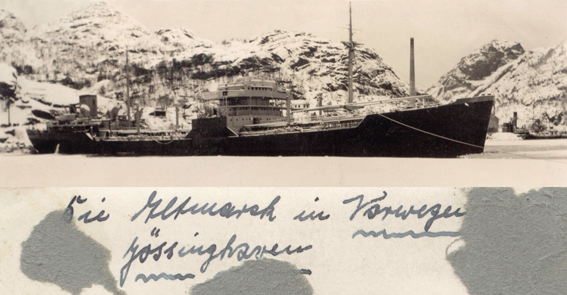
Transportar Altmark Jøssingfjord a principios de 1940, Noruega

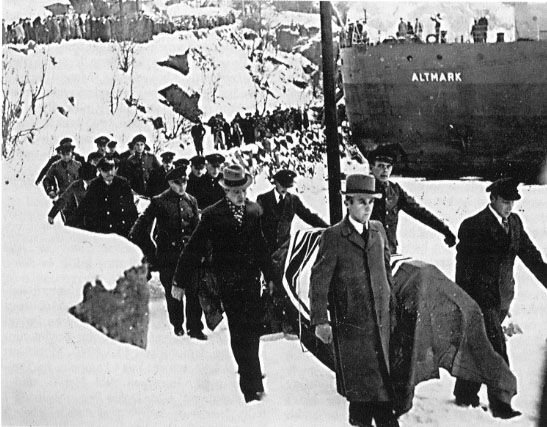
Féretro de un alemán.

El Incidente del Altmark (llamado en noruego Altmark-affæren) fue una emboscada naval ocurrida durante la Segunda Guerra Mundial entre el Reino Unido y Alemania, el 16 de febrero de 1940, involucrando al buque alemán de transporte Altmark y al destructor británico HMS Cossack, junto con aviones de la RAF, en las aguas territoriales de Noruega. El incidente generó gran controversia en tanto Noruega había declarado su neutralidad desde septiembre de 1939 y por lo tanto una acción de abordaje entre dos buques de los países contendientes fue considerada una violación de dicha neutralidad. 

## Contexto
En febrero de 1940 el buque tanque alemán de suministros Altmark, se dirigía en viaje de retorno a Alemania llevando 299 marineros británicos, capturados como prisioneros de guerra de diversos navíos atacados en el Océano Atlántico por el acorazado de bolsillo alemán Graf Spee. En el camino de regreso el Altmark navegaba a lo largo de la costa de la neutral Noruega, y en tres ocasiones fue visitado por oficiales navales noruegos para asegurarse que el buque germano no estaba participando en operaciones bélicas en aguas territoriales noruegas (lo cual afectaba la neutralidad del país nórdico).
El 15 de febrero el Altmark fue revisado por oficiales del torpedero noruego Trygg en las cercanías de la isla de Linesøy, luego por el torpedero Snøgg en el Sognefjord, y por último el mismo día fue abordado por el almirante noruego Carsten Tank-Nielsen a bordo del destructor Garm en el Hjeltefjord. En los tres casos los oficiales navales alemanes aseguraron a sus pares noruegos que el Altmark no realizaba tareas de combate y sólo transportaba suministros civiles hacia Alemania.
Tras el tercer abordaje, el Altmark continuó su ruta hacia el sur de Noruega y fue escoltado por los torpederos Skarv y Kjell, junto al guardacostas Firern. Los prisioneros británicos alegaron posteriormente que trataron de generar el mayor ruido posible dentro de las bodegas del Altmark para indicar su presencia, al punto que la tripulación germana puso en funcionamiento diversos aparatos para ocultar el ruido y no llamar la atención de los marinos noruegos. De todas maneras, los oficiales navales noruegos nunca inspeccionaron el buque en sus compartimientos sino sólo en forma superficial, y permitieron que el Altmark siguiera su viaje.

## Enfrentamiento anglo-germano
El Altmark fue detectado en el Egersund por aviones de la Royal Air Force el mismo 15 de febrero, alertando a navíos de la Royal Navy británica. Tras ser interceptado por el HMS Cossack, el Altmark buscó refugio en el fiordo de Jøssingfjord , pero no podía quedarse allí indefinidamente e intentó eludir a su perseguidor escapando del fiordo. 
No obstante, el HMS Cossack era más veloz y estaba mucho mejor armado, consiguiendo abordar el buque germano violentamente a las 22 horas del 16 de febrero para tomarlo por asalto; los marineros británicos consiguieron reducir a la marinería germana inferior en número, tras un rápido enfrentamiento con armas de fuego y bayonetas por el control del Altmark. Concluida la escaramuza, los prisioneros británicos fueron rápidamente liberados.
El HMS Cossack se retiró de Jøssingfjord poco después de la medianoche del 17 de febrero, llevándose a los prisioneros británicos. Los oficiales noruegos del Skarv y del Kjell protestaron ante el capitán Phillip Vian del Cossack, pero no intervinieron para impedir el abordaje del Altmark. La explicación oficial del gobierno de Noruega era que conforme a los acuerdos internacionales, los buques de un Estado neutral no estaban obligados a intervenir en defensa de un navío beligerante atacado por una fuerza enemiga muy superior, y por ello las naves noruegas no podían enfrentarse a los británicos.

## Consecuencias
El gobierno de Noruega reaccionó muy disgustado con el Reino Unido por cuanto un buque británico había realizado un acto de guerra en aguas territoriales noruegas, pertenecientes a un país neutral. Pese a ello, Noruega no deseaba ser envuelta en una gran guerra a nivel europeo y se abstuvo de formular mayores reclamaciones. El "Incidente del Altmark" empezó a despertar sospechas en el Reino Unido y Francia, así como en Alemania, sobre el realismo de la neutralidad noruega. Ambos bandos tenían planes ya establecidos para actuar militarmente en territorio noruego con el fin de controlar el envío de mineral de hierro desde Suecia hacia Alemania a través de los ferrocarriles y puertos noruegos, por cuanto el suministro adecuado de este importante recurso mineral era muy necesario en esa época para las industrias de guerra alemanas. 
El Reino Unido ganó un elemento para propaganda interna con el Incidente del Altmark, reforzando el sentimiento que la Royal Navy podría enfrentarse a la Kriegsmarine, aumentando la moral de las tripulaciones por breve tiempo.
Particularmente, en el caso de los mandos máximos de la Wehrmacht, el Incidente del Altmark determinó que la neutralidad de Noruega era un elemento bastante dudoso y que tarde o temprano franceses y británicos ejecutarían sus proyectos sin respetar dicha neutralidad. Adolf Hitler se convenció prontamente que las necesidades militares de ambos bandos impedían aceptar una Noruega neutral y por ello ordenó preparar a la brevedad la Operación Weserübung para la invasión de Noruega y Dinamarca, la cual se ejecutaría el 9 de abril de 1940.